# Arnold Bennett

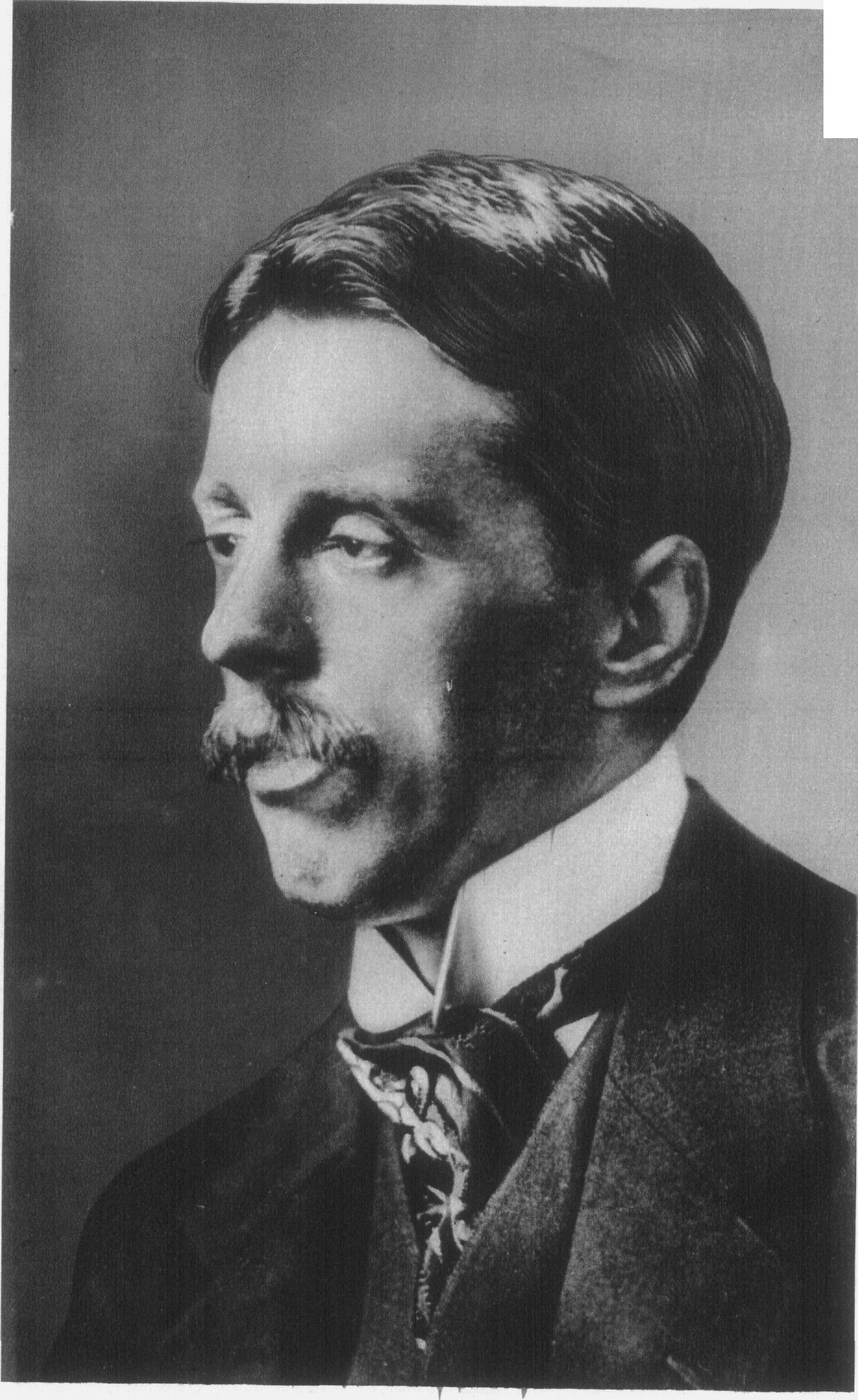
Arnold Bennett

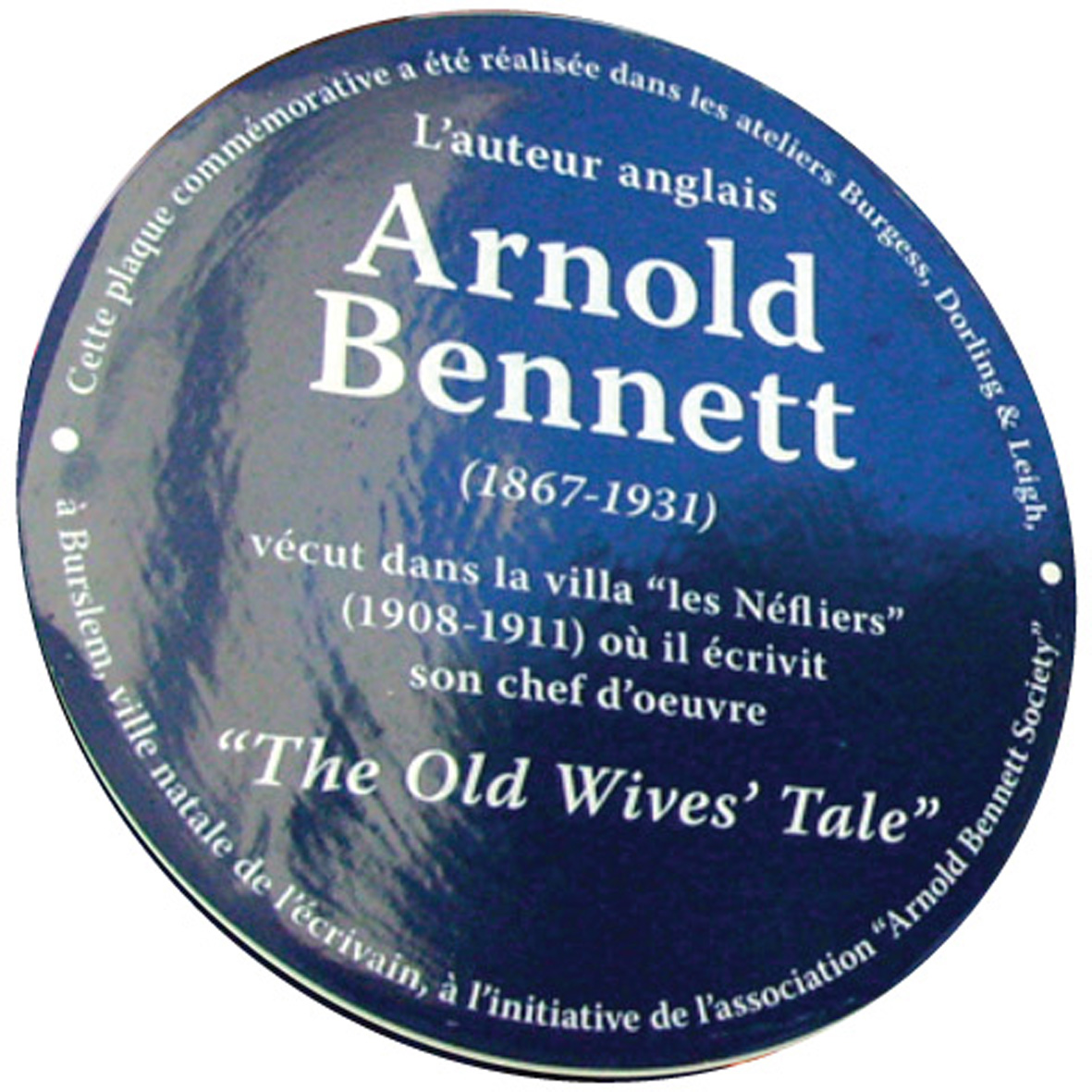
Gedenktafel

Arnold Bennett (* 27. Mai 1867 in Hanley, Staffordshire; † 27. März 1931 in London) war ein britischer Schriftsteller. Bennett ist vor allem bekannt als Verfasser der realistischen Romane und Kurzgeschichten um die „Five Towns“, einer imaginären (aber an seine Heimat angelehnten) Gegend im Norden Englands. Dazu gehören Geschichten aus Fünf Städten, The Old Wives’ Tale und die Trilogie Clayhanger. Zu seiner Zeit war er als Kritiker und Essayist von großem Einfluss.

## Leben
Enoch Arnold Bennett wurde 1867 als ältestes von sechs Kindern eines Anwalts geboren. Mit 21 ging er nach London, wo er zunächst für eine Anwaltskanzlei tätig wurde. Schon bald aber arbeitete er für eine Wochenzeitschrift The Woman, deren Chefredakteur er später wurde. Für Woman schrieb er seine ersten Fortsetzungsgeschichten. Es folgten einige Romane, von denen Hotel Grand Babylon (The Hotel Grand Babylon) ihm im Jahre 1902 den ersten großen Erfolg brachte. Dieser Roman dürfte heute in Deutschland sein bekanntestes Werk sein.
Nach dem Erscheinen von Anna of Five Towns, ebenfalls 1902, entschied sich Bennett für ein Leben in Paris, wo er die nächsten zehn Jahre verbrachte. In dieser Zeit schrieb er The Old Wives' Tale (1908), die Geschichte zweier ungleicher Schwestern. Dieser Roman gilt als sein Meisterwerk.
Während des Ersten Weltkriegs arbeitete Bennett für das War Propaganda Bureau. Schließlich wurde er Direktor der Britischen Propaganda in Frankreich.
Im Jahre 1918 lehnte er die angebotene Ehrung der Aufnahme in den Ritterstand ab.
1926 begann er eine einflussreiche wöchentliche Bücherkolumne Books & Persons für den Evening Standard zu schreiben.
1922 trennte er sich von seiner französischen Frau und lebte von da an bis zu seinem Tod, 1931, mit der Schauspielerin Dorothy Cheston zusammen.

## Werk
Bennett war von Émile Zola, Gustave Flaubert und Guy de Maupassant beeinflusst. Er schrieb zwischen 70 und 80 Bücher von teilweise recht unterschiedlichem literarischen Anspruch. Naturalistischen Romanen mit eindringlichen Sozialschilderungen stehen reine Unterhaltungsromane wie etwa Buried Alive gegenüber, die Geschichte eines berühmten Malers, der die Identität seines gerade gestorbenen Dieners annimmt. Bennetts Humor, ebenso wie seine Scharfzüngigkeit und die teilweise sehr originellen Ansichten, kommt besonders gut in seinen essayistischen und kritischen Schriften zum Tragen.
Seine Rolle als Kritiker kann kaum überschätzt werden. Hugh Walpole nannte ihn die einzige Person im Literaturbereich, die den Erfolg eines Buches "über Nacht" bewirken konnte. Unter anderem trug er zum Erfolg von William Faulkner und Theodore Dreiser bei; bekannter sind indes seine Vorbehalte, besonders die gegenüber Virginia Woolf.
Jorge Luis Borges urteilte über ihn: „Enoch Arnold Bennett (…) hielt sich für einen Jünger Flauberts, war aber oftmals etwas weniger Strenges und weit Angenehmeres: ein guter Erbe von Dickens.“ [in: Persönliche Bibliothek]

### Werke (Auswahl)
- The Grand Babylon Hotel, 1902 (dt. Das Grandhotel Babylon. Roman, Stuttgart 1919; zuletzt als Hotel „Grand Babylon“. Eine Fantasie auf moderne Themen. Roman, Zürich 2003, ISBN 3-7175-2016-4)
- Anna of the Five Towns, 1902
- The Gates of Wrath. A Melodrama, 1903 (dt. Millionenjäger. Roman, Stuttgart 1926)
- Tales of the Five Towns, 1905 (dt. in Auszügen in Geschichten aus den fünf Städten, Potsdam 1926; später Geschichten aus den fünf Städten, Köln und Olten 1967)
- The Grim Smile, 1907 (dt. Das finstere Lächeln der fünf Städte in: Geschichten aus den fünf Städten, Köln und Olten 1967)
- Buried Alive, 1908 (dt. Lebendig begraben. Roman, Stuttgart 1913; mehrere Auflagen, zuletzt Berlin 1991, ISBN 3-7466-0047-2)
- The Old Wives' Tale, 1908 (dt. Konstanze und Sophie oder Die alten Damen, München 1932, zwei Bände; zuletzt als Constance und Sophia oder Die Geschichte der alten Damen, Berlin und Weimar 1971)
- The Card, 1910 (dt. Eine tolle Nummer. Roman, Konstanz und Stuttgart 1962; zuletzt Bergisch Gladbach 1977 ISBN 3-404-05175-0)
- Clayhanger, 1910 (dt. Clayhanger. Roman, Zürich 1930)
- Riceyman Steps, 1923 (dt. Die Laster der kleinen Leute. Ein Londoner Roman, Dresden 1927)
- The Journals, ab 1933
- Books & Persons 1926–1931, 1974
- How to Live on Twenty Four Hours a Day (dt. Wie lebt man von 24 Stunden am Tag, Siegen 1988, ISBN 3-922524-42-7)
- A Great Man (dt. Ein großer Mann. Eine lustige Geschichte, Stuttgart 1907)
- Hugo (dt. Hugo. Eine Phantasie über moderne Themata, Stuttgart 1909)
- The Ghost (dt. Das Gespenst. Roman, Stuttgart 1911)
- The City of Pleasure (dt. Die Stadt der tausend Freuden. Roman, Berlin 1925)
- How to Make the Best of Life (dt. Leben, Liebe und gesunder Menschenverstand, Leipzig und Berlin 1926)
- The Regent (dt. Theater. Roman, Berlin 1927)
- Sacred and Profane Love (dt. Himmlische und irdische Liebe. Ein Roman in drei Episoden, Berlin 1928)
- Lord Raingo (dt. Lord Raingo. Roman, Stuttgart 1928)
- Teresa of Watling Street (dt. Teresa. Roman, Berlin 1928)
- Hilda Lessways (dt. Hilda, München und Zürich 1930)
- Allegria Inspiration (dt. Jeder Tag gehört Dir, Berlin 2006, ISBN 978-3-7934-2058-3 oder ISBN 3-7934-2058-2)

## Verfilmungen
Drehbuch
- 1928: Piccadilly

Literarische Vorlage
- 1943: Holy Matrimony nach Buried Alive; Regie: John M. Stahl
- 1952: Der Unwiderstehliche (The Card)